# Heat up!
- 関ジャニ∞
  - SUPER EIGHTのライブ一覧 > 関ジャニ∞ CONCERT TOUR 2006 Funky Tokyo Osaka Nagoya
  - KJ1 F・T・O > 関ジャニ∞ CONCERT TOUR 2006 Funky Tokyo Osaka Nagoya
  - KJ1 F・T・O > Heat up!

『Heat up!』（ヒート アップ）は、2006年9月6日にテイチクレコードから発売された関ジャニ∞の3枚目のライブDVD。本作にも収録されたライブツアーは『関ジャニ∞ CONCERT TOUR 2006 Funky Tokyo Osaka Nagoya』（かんジャニエイト コンサート ツアー 2006 ファンキー トーキョー オオサカ ナゴヤ）のタイトルで、同年5月3日から同年6月4日にかけて開催された。

## 概要

### ライブツアー
- 本ツアーは、1stアルバム『KJ1 F・T・O』を引っ提げ、2005年5月3日から同年6月4日にかけて、大阪府・愛知県・東京都の3都市・全20公演で開催された東名阪ツアーであり、自身初のライブツアーである[8][9][10][11][12][13][14]。
  - 発表当初は全11公演・計14万1000人の動員を予定していたが[15][8][9]、追加公演の開催や開演時間の変更を行い、最終的に全20公演・計26万3000人を動員した[11][12][13][14][16]。
  - 自身がアルバムを引っ提げたツアーを行うのは初めてである[17]。
  - さらに、愛知県でワンマンライブを行うのも初であり、東京でのワンマンライブも2004年11月に開催された『感謝 ni ∞ in東京』以来である[9][18][19]。
  - 本ツアーでは全会場が1万人以上の収容となっている[9]。
- 本ツアーでは、バンドやダンス、コントやメンバーのソロコーナーなど、様々なパフォーマンスが披露されたほか、4thシングル表題曲「∞SAKAおばちゃんROCK」が発売に先駆け初披露された[10][11][16][19][2]。
- 2006年6月4日に開催された、本ツアーの千秋楽公演である東京・国立代々木競技場第一体育館公演3日目にて、同年9月より再び全国ツアー（後の『関ジャニ∞ 全国1-st tour 2∞6』）を開催することが発表された[12][13][14][16]。

### 映像作品
- 前作『Spirits!!』から約10か月振りのリリース。
- 本作は初回生産限定盤、通常盤の2形態で発売。
- 本作には、2006年6月4日に開催された、千秋楽公演である東京・国立代々木競技場第一体育館公演3日目の模様を収録[20][2]。
- 初回生産限定盤の特典DVDには、本作に収録されているコントとは別バージョンのコント「∞レンジャー 〜あった!黒バイク…!?の巻〜」やWアンコールで披露された「好きやねん、大阪。」のライブ映像に加え、4thシングル表題曲「∞SAKAおばちゃんROCK」のミュージック・ビデオを収録[20][21]。

## 公演日程
| 年     | 月  | 日   | 開演時間                         | 会場                                  |
| ------ | --- | ---- | -------------------------------- | ------------------------------------- |
| 2006年 | 5月 | 3日  | 10:00                            | 大阪城ホール（大阪府）                |
| 2006年 | 5月 | 3日  | 14:00                            | 大阪城ホール（大阪府）                |
| 2006年 | 5月 | 3日  | 18:00                            | 大阪城ホール（大阪府）                |
| 2006年 | 5月 | 4日  | 10:00                            | 大阪城ホール（大阪府）                |
| 2006年 | 5月 | 4日  | 14:00                            | 大阪城ホール（大阪府）                |
| 2006年 | 5月 | 4日  | 18:00                            | 大阪城ホール（大阪府）                |
| 2006年 | 5月 | 5日  | 10:00                            | 大阪城ホール（大阪府）                |
| 2006年 | 5月 | 5日  | 14:00                            | 大阪城ホール（大阪府）                |
| 2006年 | 5月 | 5日  | 18:00                            | 大阪城ホール（大阪府）                |
| 2006年 | 5月 | 20日 | 名古屋レインボーホール（愛知県） |                                       |
| 2006年 | 5月 | 21日 | 名古屋レインボーホール（愛知県） | 10:00                                 |
| 2006年 | 5月 | 21日 | 名古屋レインボーホール（愛知県） | 14:00                                 |
| 2006年 | 5月 | 21日 | 名古屋レインボーホール（愛知県） | 18:00                                 |
| 2006年 | 6月 | 2日  | 18:30                            | 国立代々木競技場 第一体育館（東京都） |
| 2006年 | 6月 | 3日  | 10:00                            | 国立代々木競技場 第一体育館（東京都） |
| 2006年 | 6月 | 3日  | 14:00                            | 国立代々木競技場 第一体育館（東京都） |
| 2006年 | 6月 | 3日  | 18:00                            | 国立代々木競技場 第一体育館（東京都） |
| 2006年 | 6月 | 4日  | 10:00                            | 国立代々木競技場 第一体育館（東京都） |
| 2006年 | 6月 | 4日  | 14:00                            | 国立代々木競技場 第一体育館（東京都） |
| 2006年 | 6月 | 4日  | 18:00                            | 国立代々木競技場 第一体育館（東京都） |

### 発表当初の公演日程
| 年     | 月  | 日   | 開演時間 | 会場                                  |
| ------ | --- | ---- | -------- | ------------------------------------- |
| 2006年 | 5月 | 3日  | 17:30    | 大阪城ホール（大阪府）                |
| 2006年 | 5月 | 4日  | 12:00    | 大阪城ホール（大阪府）                |
| 2006年 | 5月 | 4日  | 16:00    | 大阪城ホール（大阪府）                |
| 2006年 | 5月 | 5日  | 12:00    | 大阪城ホール（大阪府）                |
| 2006年 | 5月 | 5日  | 16:00    | 大阪城ホール（大阪府）                |
| 2006年 | 5月 | 20日 | 17:30    | 名古屋レインボーホール（愛知県）      |
| 2006年 | 5月 | 21日 | 12:00    | 名古屋レインボーホール（愛知県）      |
| 2006年 | 5月 | 21日 | 16:00    | 名古屋レインボーホール（愛知県）      |
| 2006年 | 6月 | 3日  | 17:30    | 国立代々木競技場 第一体育館（東京都） |
| 2006年 | 6月 | 4日  | 12:00    | 国立代々木競技場 第一体育館（東京都） |
| 2006年 | 6月 | 4日  | 16:00    | 国立代々木競技場 第一体育館（東京都） |

## 販売形態
- 発売日：2006年9月6日
  - 初回生産限定盤（TEBH-28、DVD-60018：2DVD）
    - 特典DVD封入。
    - 「おたのしみ B券」（応募ハガキ）封入。

  - 通常盤（TEBH-38：DVD）
- 発売日：2015年7月1日
  - 通常盤：再発売（JABA-5210：DVD）
    - 自身の所属レコード会社を『テイチクエンタテインメント』から『INFINITY RECORDS』へ移籍したため、INFINITY RECORDSより再発売。

## チャート成績
- オリコンチャート
  - 初週106,713枚を売り上げ、2006年9月18日付の「オリコン週間 DVDランキング」で週間3位を獲得した[1][2][3]。
  - 初週106,713枚を売り上げ、2006年9月18日付の「オリコン週間 音楽DVDランキング」で週間1位を獲得した[3]。
    - 3作連続、通算3作目のミュージックDVD1位獲得となった[1][2]。

  - 累計131,423枚を売り上げ、2006年度「オリコン年間 音楽DVDランキング」年間9位を獲得した[4]。
  - 累計131,423枚を売り上げ、2006年度「オリコン年間 DVDランキング」年間34位を獲得した[4]。

## 収録内容

### 本編映像（セットリスト）
1. 好きやねん、大阪。
2. オープニングメドレー
  1. ∞o'clock
  2. DIVE
  3. 浪花いろは節
  4. ミセテクレ
3. Heat is on
4. Carnival / 丸山隆平・大倉忠義
5. 群青涙 / 渋谷すばる
6. 果テナキ空 / 安田章大・錦戸亮
7. The Detective / 村上信五[注 2]
8. ∞レンジャー 〜まさかの解散!?取り戻せ友情!!の巻〜
  1. ∞レンジャー / エイトレンジャー
  2. ともだち / ナスレンジャー・イエロレンジャー
9. 太陽の子供 / エイトレンジャー
10. ヤジルシ↑ / 渋谷すばる・錦戸亮・大倉忠義
11. Knockin' Trackin' / 横山裕・村上信五・丸山隆平・安田章大
12. Cool magic city
13. ∞SAKAおばちゃんROCK
14. オニギシ（アコースティックver.[注 3]）
15. F・T・O
16. 悲しい恋
17. 大阪レイニーブルース
18. Eden
19. 無限大
20. レース / 錦戸亮
作詞・作曲：錦戸亮
21. ロックメドレー
  1. ドラムソロ / 大倉忠義
  2. ONE / すばるBAND
  3. Do you agree?
  4. 口笛の向こう
22. 大阪ロマネスク

〈アンコール〉
1. DREAMIN' BLOOD
2. ∞SAKAおばちゃんROCK

### 特典DVD（初回生産限定盤）
| #         | タイトル                                   | 作詞  | 作曲・編曲 | 時間  |
| --------- | ------------------------------------------ | ----- | ---------- | ----- |
| 1.        | 「∞レンジャー 〜あった!黒バイク…!?の巻〜」 |       |            | 20:56 |
| 2.        | 「好きやねん、大阪。」(Wアンコール)        |       |            | 7:24  |
| 合計時間: | 合計時間:                                  | 28:20 |            |       |

| #         | タイトル                                      | 作詞 | 作曲・編曲 | 時間 |
| --------- | --------------------------------------------- | ---- | ---------- | ---- |
| 3.        | 「∞SAKAおばちゃんROCK」(ミュージック・ビデオ) |      |            | 5:12 |
| 合計時間: | 合計時間:                                     | 5:12 |            |      |

## 演出
自身初のライブツアーということもあり、これまでのライブとは衣装が一新されている。オープニングでは7人7色のロングジャケットで登場し、その後もゴールドとブラックのゴージャスな衣装やブラックのタキシードなど、シーンごとに様々な衣装を着用している。なお、渋谷はツアーに合わせ、カラフルなエクステを使用している。
オープニングでは、太鼓の音が鳴る中、モニターに「10、9、∞、7、…」とカウントダウンの数字が表示され、「0」までカウントされるとセンターステージからメンバーが登場した。
本ツアーでは各メンバーのソロコーナーも披露された。渋谷の「群青涙」や錦戸の「レース」といったメンバー自作のソロ曲、大倉によるドラムソロなど、各メンバーの持ち味を活かしたソロコーナーとなっている。村上のソロコーナーでは、村上がドラマ『はぐれ刑事純情派』（テレビ朝日系列）で演じた刑事・真木大輔役で登場し、「行方不明になった子供を捜し出す」という設定で、時折美女に気を取られるというコントを披露した。
2005年12月に開催された『関ジャニ∞ X'masパーティー2005』で初披露されたコント『関ジャニ戦隊∞レンジャー』が本ツアーでも披露された。『X'masパーティー2005』では、横山が緑、大倉が薄緑だったが、本ツアーより横山がブラック、大倉がグリーンで統一された。コントでは、「∞レンジャー 〜まさかの解散!?取り戻せ友情!!の巻〜」と題し、敵との闘いを後回しに始まったレッド（渋谷）とブラック（横山）の喧嘩を軸に、仲間割れしながらも絆を深め合うストーリーが描かれている。
2006年6月発売の4thシングル表題曲「∞SAKAおばちゃんROCK」が発売に先駆け、本ツアーで初披露された。
これまでのライブでも披露されてきたすばるBAND（渋谷・丸山・安田・大倉）や三兄弟（横山・渋谷・安田）だけでなく、安田・錦戸や、丸山・大倉といったアルバムから誕生した新ユニットの楽曲も披露された。さらに、三兄弟の楽曲「オニギシ」が7人全員によるアコースティックバージョンで披露された。 
本ツアーでは横山・錦戸・大倉がドラマや舞台で多忙なこともあり、全員で集まってリハーサルを行うことができないため、集まれる時に全員で意見を言い合い、演出を詰めていったという。

## グッズ
※出典を参照。
| グッズタイトル                                 | 価格    |
| ---------------------------------------------- | ------- |
| パンフレット                                   | 2,000円 |
| ジャンボうちわ（個人7種）                      | 各500円 |
| ポスター（集合1種・個人7種）                   | 各800円 |
| クリアファイル （集合1種・個人7種）            | 各500円 |
| ショッピングバッグ                             | 800円   |
| スポーツタオル                                 | 1,800円 |
| Ｔシャツ                                       | 2,500円 |
| キャップ                                       | 1,600円 |
| マジカルバンド                                 | 500円   |
| コインケース                                   | 700円   |
| オリジナルフォトセット（集合1種・個人7種）     | 各600円 |
| ジャニーズレインボーペンライト（ストラップ付） | 1,300円 |

- 「Tシャツ」は、安田がデザインを担当した[23]。
- 「マジカルバンド」は、横山が考案したグッズであり、メンバーの案が初めて採用されたグッズである[27]。

## CD未収録曲

### DIVE
『DIVE』（ダイブ）は、関ジャニ∞の楽曲。
2022年9月現在、CD未収録である。
2006年の本項『Heat up!』発売時のクレジットはイニシャルだけ大文字の「Dive」表記だったが、2011年発売の7thライブDVD/Blu-ray『KANJANI∞ LIVE TOUR 2010→2011 8UPPERS』では全て大文字の「DIVE」表記となっている。これに伴い、本節では全て大文字表記の「DIVE」で統一して記述する。

#### クレジット（DIVE）
- 作詞：TAKESHI
- 作曲：森元康介
- 作品コード[注 5]：130-6727-3

#### 収録作品（DIVE）
ライブ映像
- 本項『Heat up!』
- 7thライブDVD/Blu-ray『KANJANI∞ LIVE TOUR 2010→2011 8UPPERS』

### 群青涙
『群青涙』（ぐんじょうるい）は、渋谷すばるの楽曲。
2022年9月現在、CD未収録である。

#### クレジット（群青涙）
- 作詞：渋谷すばる
- 作曲：陶山隼
- 作品コード[注 5]：132-4951-7

#### 収録作品（群青涙）
ライブ映像
- 本項『Heat up!』

### ともだち
『ともだち』は、関ジャニ∞の楽曲。
2022年9月現在、CD未収録である。

#### クレジット（ともだち）
- 作詞：岡部真理子
- 作曲：Gajin
- 作品コード[注 5]：104-8438-8

#### 収録作品（ともだち）
ライブ映像
- 本項『Heat up!』

### ヤジルシ↑
『ヤジルシ↑』は、関ジャニ∞の楽曲。
2022年9月現在、CD未収録である。

#### クレジット（ヤジルシ↑）
- 作詞・作曲：飯岡隆志
- 作品コード[注 5]：134-1082-2

#### 収録作品（ヤジルシ↑）
ライブ映像
- 本項『Heat up!』

### レース
『レース』は、錦戸亮の楽曲。
2022年9月現在、CD未収録である。

#### クレジット（レース）
- 作詞・作曲：錦戸亮
- 作品コード[注 5]：132-4955-0

#### 収録作品（レース）
ライブ映像
- 本項『Heat up!』